# Lijst van badplaatsen in de Benelux
Dit is een Lijst van badplaatsen en stranden in de Benelux.

## België
- Bredene
- De Haan
- De Panne
- Knokke-Heist
- Lombardsijde
- Middelkerke
- Nieuwpoort
- Oostduinkerke
- Oostende
- Raversijde
- Sint-Idesbald
- Wenduine
- Westende
- Zeebrugge

## Nederland
- Bergen aan Zee
- Bloemendaal aan Zee
- Breskens
- Cadzand-Bad
- Callantsoog
- Camperduin
- Castricum aan Zee
- Den Helder
- Domburg
- Egmond aan Zee
- 's-Gravenzande
- Groote Keeten
- Hargen aan Zee
- Hoek van Holland
- Huisduinen
- IJmuiden
- Julianadorp aan Zee (Julianadorp)
- Katwijk aan Zee
- Kijkduin
- Monster
- Nieuwvliet
- Noordwijk aan Zee
- Oostkapelle
- Ouddorp
- Petten
- Renesse
- Rockanje
- Scheveningen
- Schoorl aan Zee
- Sint Maartenszee
- Ter Heijde aan Zee
- Vlissingen
- Vrouwenpolder
- Wijk aan Zee
- Zandvoort
- Zoutelande